# Place du Pasteur-Martin-Luther-King
La place du Pasteur-Martin-Luther-King est une voie publique de la commune de Rouen.

## Situation et accès
La place du Pasteur-Martin-Luther-King est située à Rouen.

## Historique
On y trouve le temple protestant Saint-Éloi de Rouen.